# Kalajevo (Prijedor, BiH)
Kalajevo je naselje u općini Prijedor (Republika Srpska, BiH).
Prema popisu iz 1991. godine nacionalni sastav je bio sljedeći:
- Hrvati - 167
- Jugoslaveni - 3
- Srbi - 2

Ukupno - 172